# Euphorbia rothiana
Euphorbia rothiana là một loài thực vật có hoa trong họ Đại kích. Loài này được Spreng. mô tả khoa học đầu tiên năm 1826.

## Hình ảnh

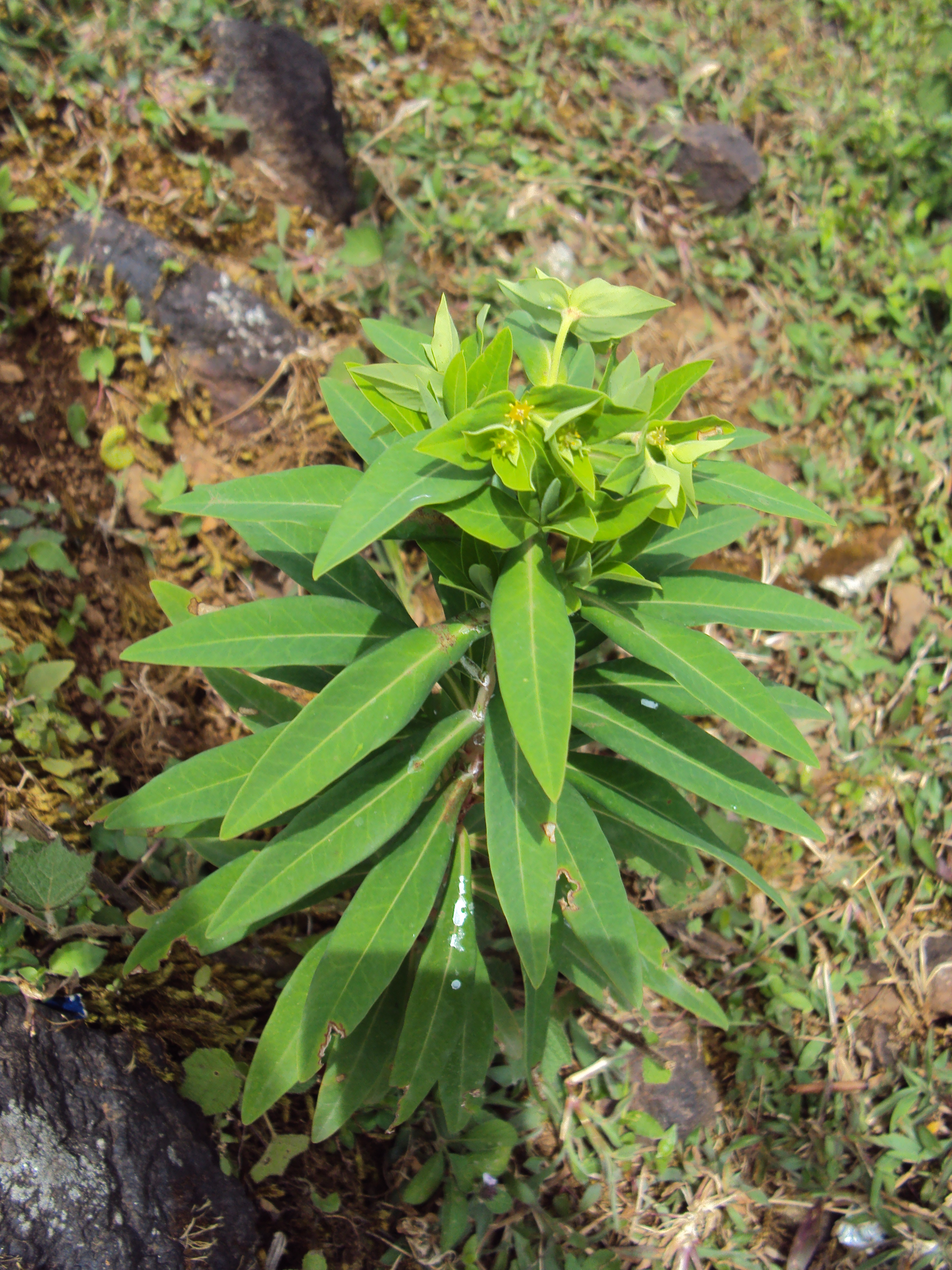
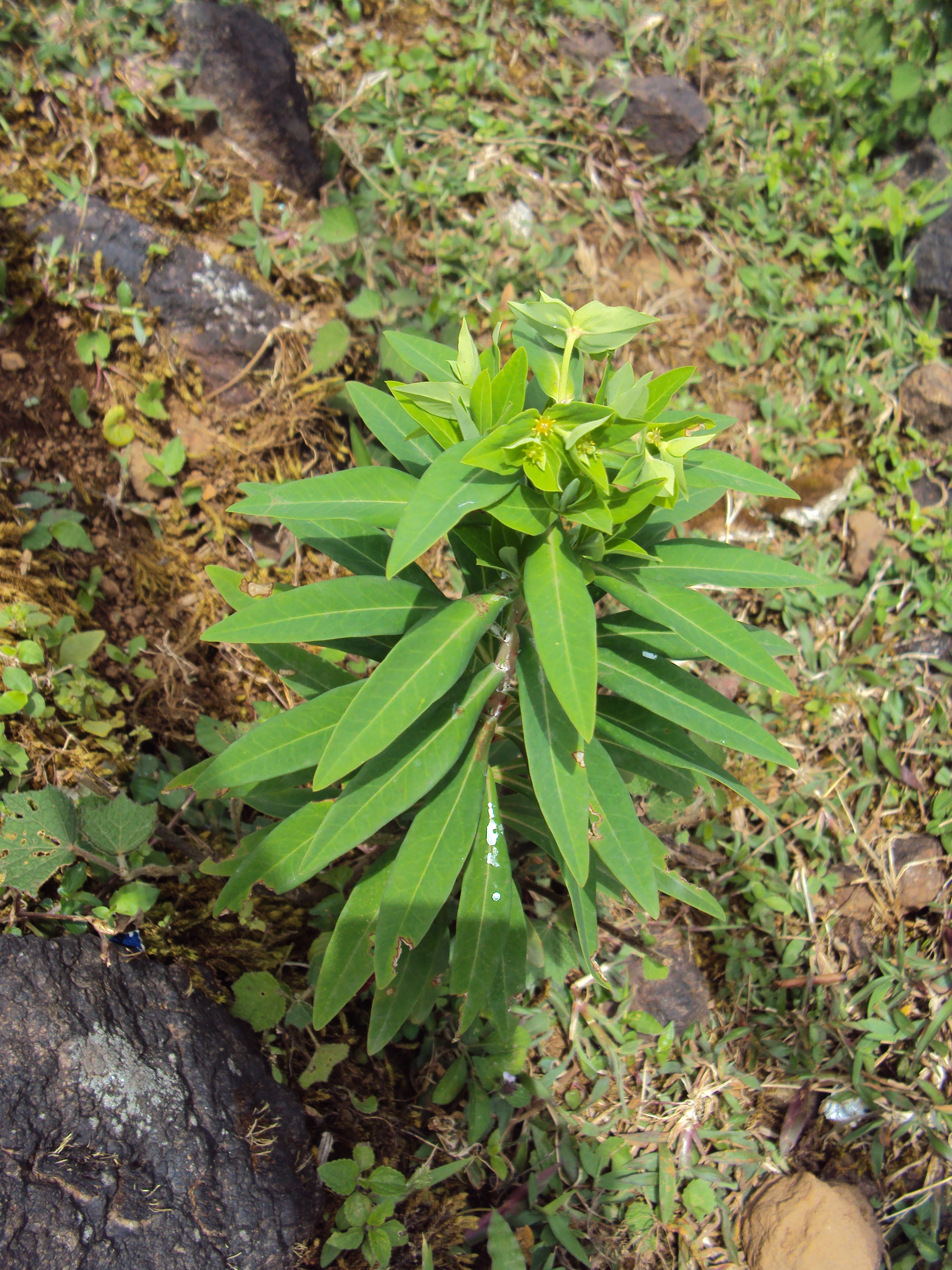
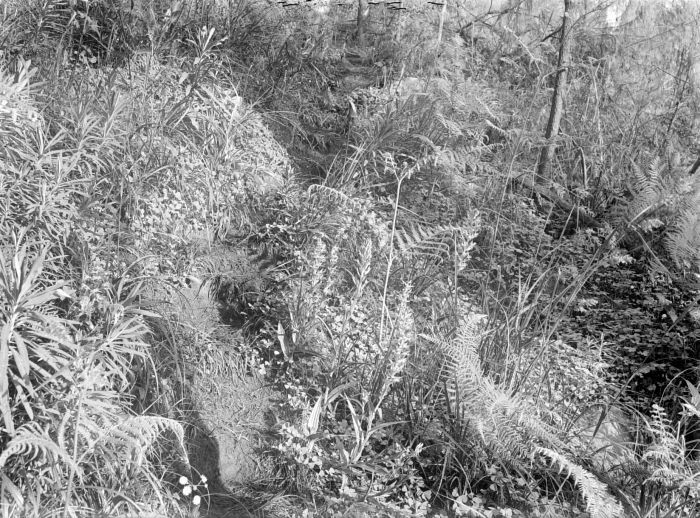